# Деревянные церкви словацких Карпат

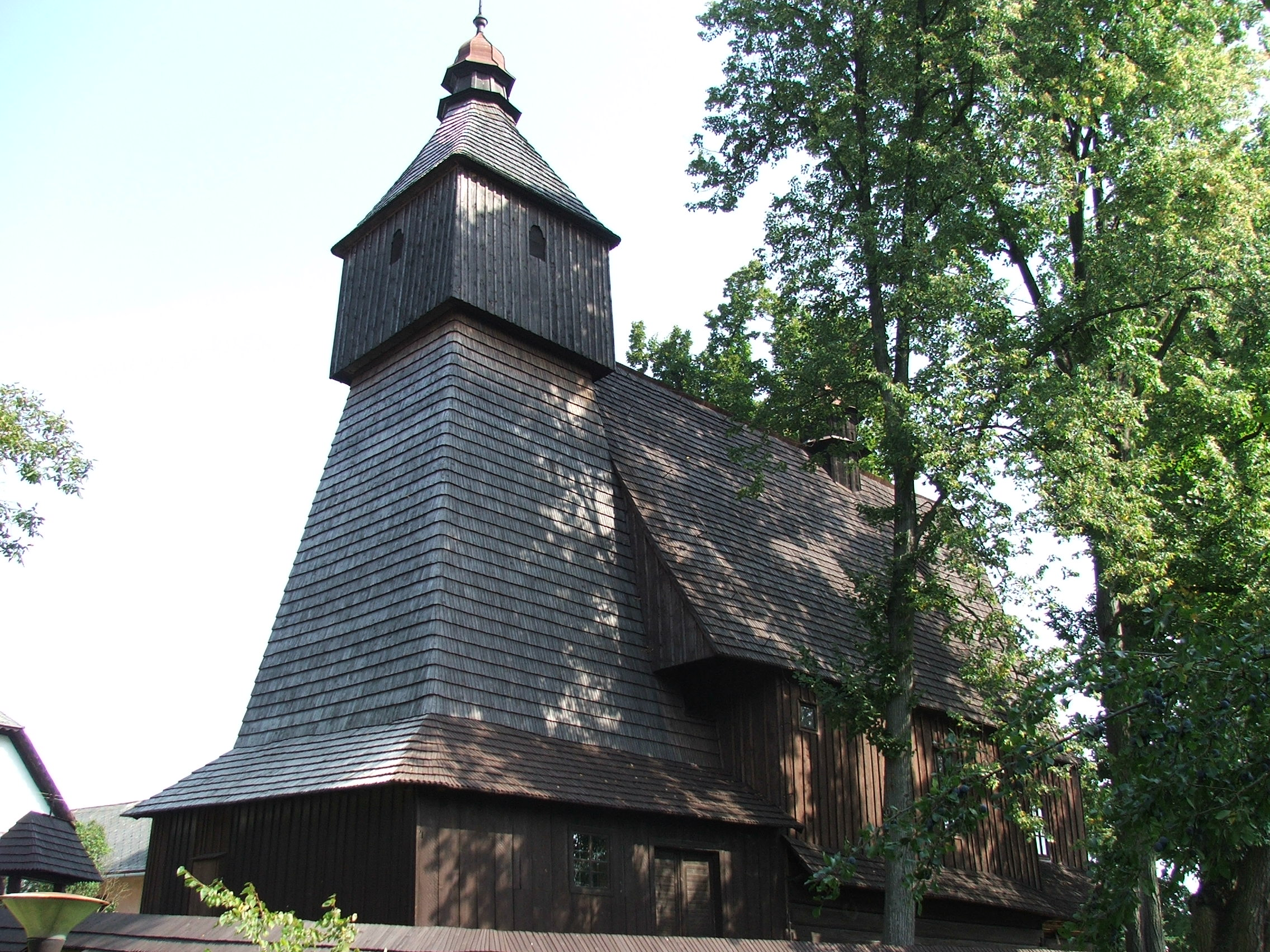
Католическая деревянная церковь в Гервартове

Деревянные церкви словацких Карпат — название объекта всемирного наследия ЮНЕСКО, состоящего из девяти деревянных религиозных строений, возведённых между XVI и XVIII веками в восьми различных точках Словакии. Это две католические церкви в Гервартове и Тврдошине, три лютеранских (так называемые артикулярные церкви в Лештинах, Гронсеке и Кежмарке) и три грекокатолические церкви (Руска Быстра, Бодружал, Ладомирова), а также колокольня в Гронсеке. Кроме них, на территории современной Словакии сохранилось около 50 деревянных церквей, преимущественно в северной и восточной частях Прешовского края.
Католическая (в прошлом — лютеранская) деревянная церковь святого Франциска Ассизского в Гервартове носит готический характер, представленный её высоким, но узким строением, необычным для деревянной церкви. Она была построена во второй половине XV века, представляя таким образом старейшую церковь своего типа в Словакии. Пол выложен каменными плитами, в отличие от большинства деревянных церквей, в которых пол деревянный. Настенная роспись была добавлена в 1655 году во время периода реформации и изображает, помимо прочих, Адама и Еву в саду Эдема и битву святого Георгия со змеем. Главный алтарь Девы Марии, святой Екатерины Александрийской и святой Варвары был сооружён между 1460 и 1470 годами и реставрирован во второй половине XX века.
Католическая готическая церковь Всех Святых в Тврдошине была построена во второй половине XV века и перестроена в стиле Возрождения в XVII веке. Главный алтарь в стиле барокко с изображениями святых был сооружён в конце XVII века. Оставшаяся часть готического алтаря с изображениями святого Петра и святого Иоанна Крестителя находится в музее Будапешта после Первой мировой войны. Также примечательны роспись на потолке, изображающая звёздный рай, и многие религиозные артефакты XVII века.

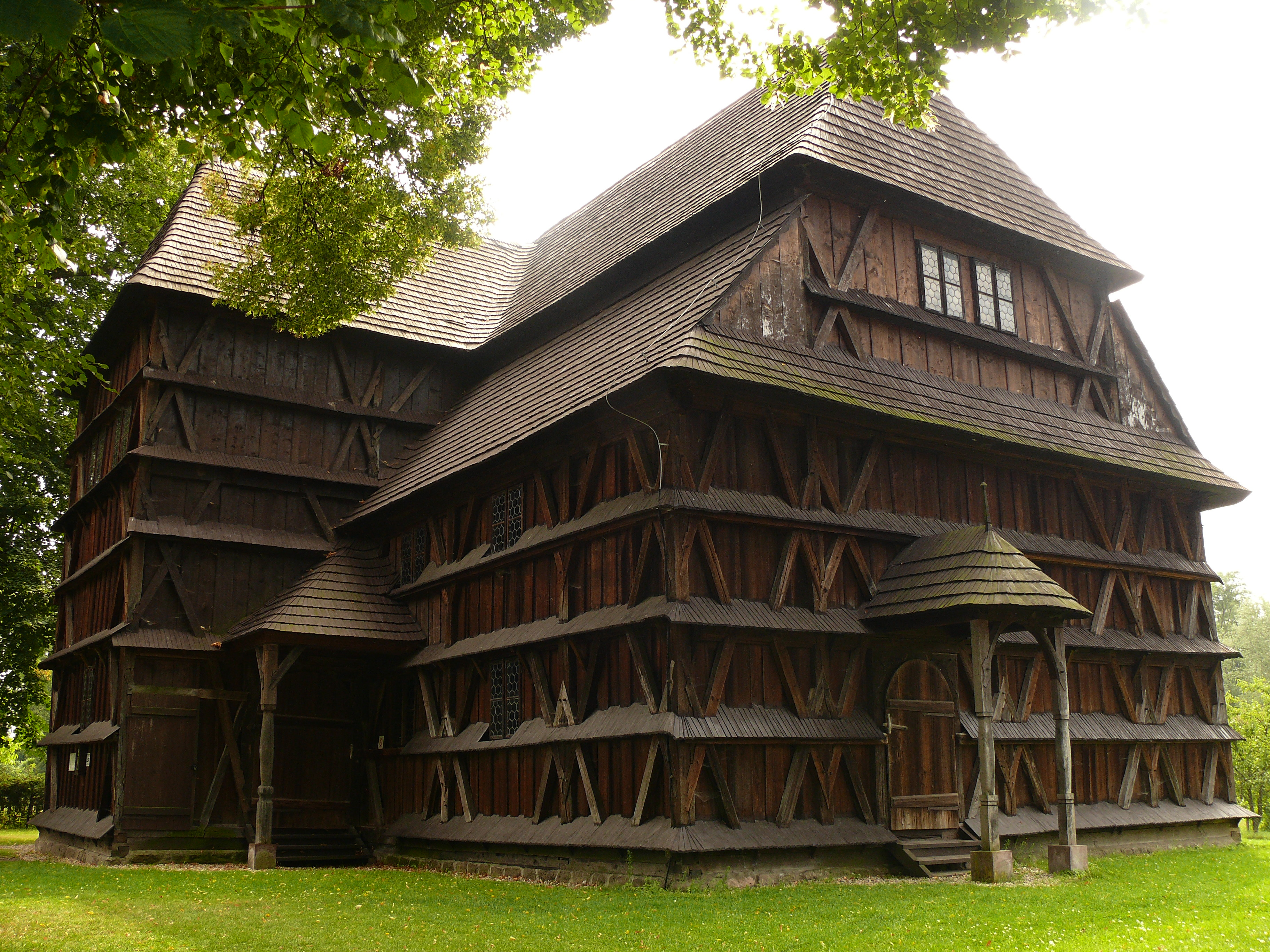
Артикулярная лютеранская церковь в Гронсеке

Жёсткие ограничения, закреплённые в статьях Конгресса Шопрона (1681), позволивших постройку протестантских (так называемых артикулярных) церквей, привели к их необычайному появлению. Церкви должны были быть построены в течение одного года без применения каких либо металлических частей (например, гвоздей) и без башни. Так, сооружение церкви в Гронсеке началось 23 октября 1725 года и закончилось осенью 1726-го, в том же году была построена прилегающая колокольня. Церковь имеет 8 м в высоту и имеет форму креста с перекладинами длиной 23 и 18 м. Из-за многих необычных мотивов из скандинавской архитектуры считается, что в строительстве участвовали ремесленники из Норвегии и/или Швеции. Уникально также расположение лавок на хорах таким образом, что церковь может впустить 1100 посетителей через свои 5 дверей. На алтаре находится 6 столов работы мастера Самуэля Кьяловича.
Деревянная лютеранская церковь в Лештинах на Ораве была построена под руководством Йоба Змешкала и закончена в 1688 году. Интерьер датируемый XVII—XVIII веками был целиком красиво раскрашен. На главном алтаре XVIII века был крещён знаменитый словацкий поэт Павол Орсаг Гвездослав.

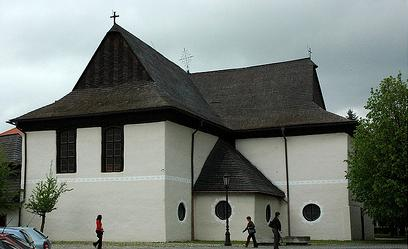
Артикулярная деревянная церковь в Кежмарке

Построенная в 1717 году, церковь в Кежмарке, с её наиболее впечатляющим интерьером, с её выдающейся настенной росписью и резьбой по дереву, считается самой красивой из пяти оставшихся артикулярных церквей в Словакии. Чтобы собрать деньги на сооружение церкви, кампании по сбору средств были проведены во многих местах Европы, включая, например, Швецию и Данию. Архитектором этой церкви был Юрай Мюттерман из Попрада. При её ширине 30,31 м, длине 34,68 м и высоте 20,60 м и с шестью боковыми хорами эта церковь может вместить более 1500 человек, что является довольно высоким достижением для деревянной церкви. Потолочная роспись была начата в 1717 году и длилась несколько десятилетий. На ней изображены голубой рай, 12 апостолов, 4 евангелиста и святая троица над алтарём. Ян Лерх из Кежмарка сделал алтарь между 1718 и 1727 годами с центральным мотивом Голгофы. Необычайным шедевром также является орган, построенный между 1717 и 1720 годами Вавринцем Чайковским, и доработанным в 1729 году мастером Мартином Корабинским из Спишской Новой Веси. После генеральной реставрации в 1990-х в церкви вновь регулярно проводятся службы.
Грекокатолическая церковь святого Николая в Бодружале (район Свидник), построенная в 1658 году, состоит из трёх взаимосвязанных частей в форме квадратов вдоль восточно-западной оси и трёх башен с куполами и железными крестами, в наибольшей из которых находятся колокола. По стилю церковь принадлежит к народному барокко. Вокруг церкви находятся кладбище, стена и колокольня XIX века. С XVIII века сохранилась часть настенной росписи с иконостасом и несколькими другими иконами. В 1990-х был реставрирован алтарь, а затем и всё здание в 2004-м. Два из трёх колоколов были переплавлены во время Первой мировой войны, и были заменены лишь во второй половине 1920-х. С 1968 года до середины 1990-х церковь была биритуальной, то есть в ней проводились как грекокатолические, так и православные службы. В настоящее время она принадлежит только Греко-Католической Церкви.
Церковь святого Николая в Руской Быстрой (район Собранце) была построена в начале XVIII века. У неё только две башни, а форма её почти идеально геометрически правильной крыши напоминает традиционные крестьянские дома. Интерьер с религиозными артефактами также датируется XVIII веком.
Церковь архангела Михаила в Ладомировой, построенная в 1742 году без единого гвоздя, имеет практически тот же вид, что и Бодружальская церковь, включая окружающие строения (стена, кладбище, колокольня).

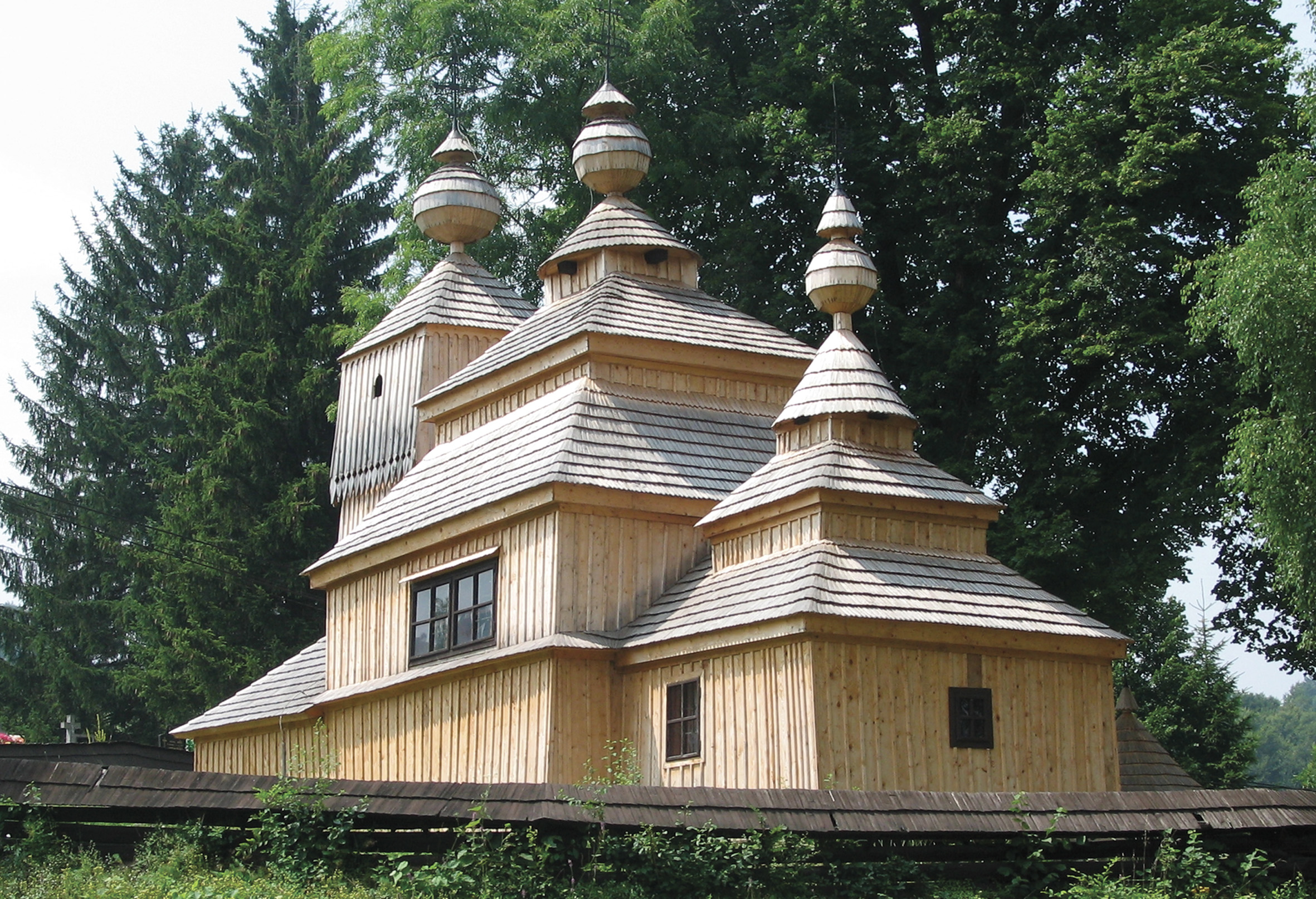
Церковь в Бодружале
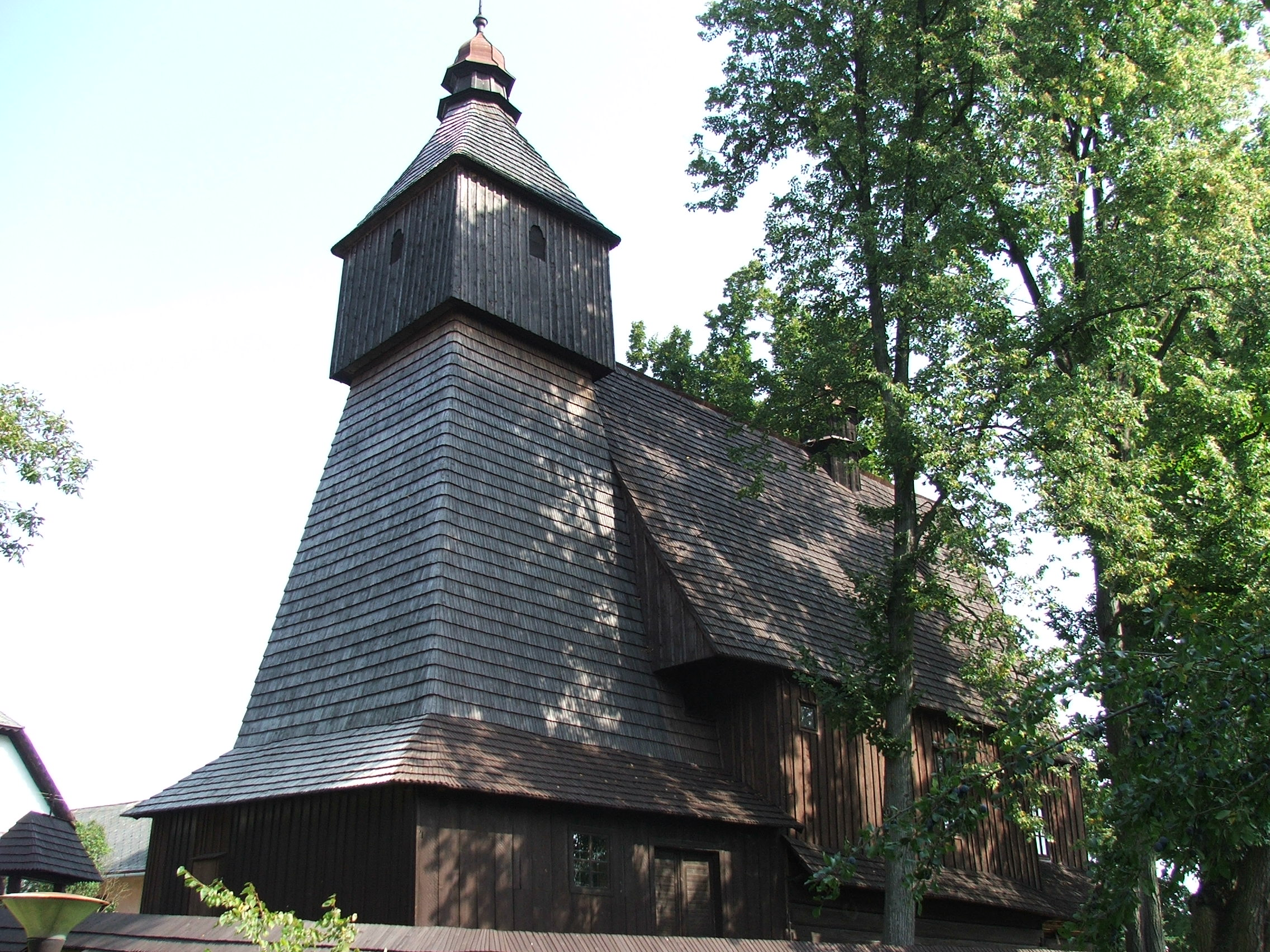
Костёл в Гервартове
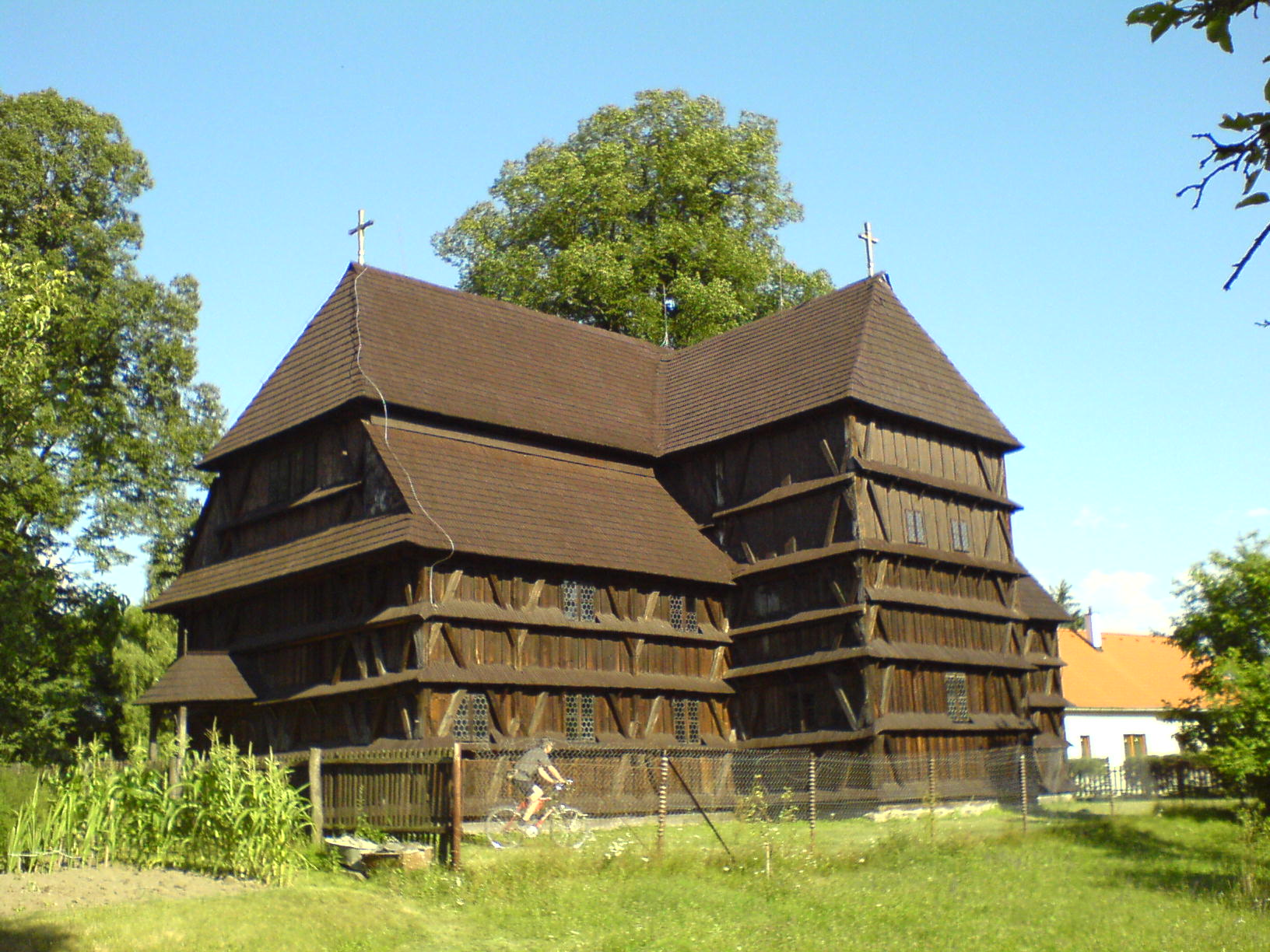
Кирха в Гронсеке